# Schots voetbalkampioenschap 1900/01
1900-01 was het 11de seizoen in de Schotse voetbalcompetitie. De Rangers werden kampioen. Het was de eerste keer dat Queen's Park FC zich inschreef. De club moest niet langs de tweede klasse en mocht rechtstreeks in de hoogste klasse aantreden. Queen's Park is altijd een amateurclub gebleven dat professionalisme weerde, tot 1922 had de club bescherming en kon niet degraderen.

## Scottish League Division One
| Plaats | Team            | Wed | W  | G | V  | DV | DT | DS  | Pts |
| ------ | --------------- | --- | -- | - | -- | -- | -- | --- | --- |
| 1      | Rangers         | 20  | 17 | 1 | 2  | 60 | 25 | 35  | 35  |
| 2      | Celtic          | 20  | 13 | 3 | 4  | 49 | 28 | 21  | 29  |
| 3      | Hibernian FC    | 20  | 9  | 7 | 4  | 29 | 22 | 7   | 25  |
| 4      | Morton FC       | 20  | 9  | 3 | 8  | 40 | 40 | 0   | 21  |
| 5      | Third Lanark    | 20  | 6  | 6 | 8  | 20 | 29 | -9  | 18  |
| 6      | Kilmarnock      | 20  | 7  | 4 | 9  | 35 | 47 | -12 | 18  |
| 7      | Dundee FC       | 20  | 6  | 5 | 9  | 36 | 35 | 1   | 17  |
| 8      | Queen's Park    | 20  | 7  | 3 | 10 | 33 | 37 | -4  | 17  |
| 9      | St. Mirren      | 20  | 5  | 6 | 9  | 33 | 43 | -10 | 16  |
| 10     | Hearts          | 20  | 5  | 4 | 11 | 22 | 30 | -8  | 14  |
| 11     | Partick Thistle | 20  | 4  | 2 | 14 | 28 | 49 | -21 | 10  |

## Scottish League Division 2
| Plaats | Team                  | Wed | W  | G | V  | DV | DT | DS  | Pts |
| ------ | --------------------- | --- | -- | - | -- | -- | -- | --- | --- |
| 1      | St. Bernard's         | 18  | 11 | 4 | 3  | 42 | 26 | 16  | 26  |
| 2      | Airdrieonians         | 18  | 11 | 1 | 6  | 43 | 32 | 11  | 23  |
| 3      | Abercorn FC           | 18  | 9  | 3 | 6  | 37 | 33 | 4   | 21  |
| 4      | Clyde FC              | 18  | 9  | 2 | 7  | 43 | 35 | 8   | 20  |
| 5      | Port Glasgow Athletic | 18  | 9  | 1 | 8  | 45 | 44 | 1   | 19  |
| 6      | Ayr FC                | 18  | 9  | 0 | 9  | 32 | 34 | -2  | 18  |
| 7      | East Stirlingshire FC | 18  | 7  | 4 | 7  | 35 | 39 | -4  | 18  |
| 8      | Leith Athletic        | 18  | 5  | 3 | 10 | 23 | 33 | -10 | 13  |
| 9      | Hamilton Academical   | 18  | 4  | 4 | 10 | 44 | 51 | -7  | 12  |
| 10     | Motherwell            | 18  | 4  | 3 | 11 | 26 | 42 | -16 | 11  |

## Scottish Cup
Hearts 4-3 Celtic FC

## Nationaal elftal
| Datum             | Plaats                     | Tegenstander | Score | Competitie                | Schotland scorers                                                    |
| ----------------- | -------------------------- | ------------ | ----- | ------------------------- | -------------------------------------------------------------------- |
| 23 februari, 1901 | Celtic Park, Glasgow       | Ierland      | 11-0  | British Home Championship | Robert Hamilton(4), Alex McMahon(4), John Campbell(2), David Russell |
| 2 maart, 1901     | Racecourse Ground, Wrexham | Wales        | 1-1   | British Home Championship | John T Robertson                                                     |
| 30 maart, 1901    | Crystal Palace, Londen     | Engeland     | 2-2   | British Home Championship | John Campbell, Robert Hamilton                                       |

- Scores worden eerst voor Schotland weergegeven ongeacht thuis of uit-wedstrijd

Football League: 1890/91 · 1891/92 · 1892/93

First Division: 1893/94 · 1894/95 · 1895/96 · 1896/97 · 1897/98 · 1898/99 · 1899/00 · 1900/01 · 1901/02 · 1902/03 · 1903/04 · 1904/05 · 1905/06 · 1906/07 · 1907/08 · 1908/09 · 1909/10 · 1910/11 · 1911/12 · 1912/13 · 1913/14 · 1914/15 · 1915/16 · 1916/17 · 1917/18 · 1918/19 · 1919/20 · 1920/21 · 1921/22 · 1922/23 · 1923/24 · 1924/25 · 1925/26 · 1926/27 · 1927/28 · 1928/29 · 1929/30 · 1930/31 · 1931/32 · 1932/33 · 1933/34 · 1934/35 · 1935/36 · 1936/37 · 1937/38 · 1938/39 · 1939/40 · 1940/41 · 1941/42 · 1942/43 · 1943/44 · 1944/45 · 1945/46 · 1946/47 · 1947/48 · 1948/49 · 1949/50 · 1950/51 · 1951/52 · 1952/53 · 1953/54 · 1954/55 · 1955/56 · 1956/57 · 1957/58 · 1958/59 · 1959/60 · 1960/61 · 1961/62 · 1962/63 · 1963/64 · 1964/65 · 1965/66 · 1966/67 · 1967/68 · 1968/69 · 1969/70 · 1970/71 · 1971/72 · 1972/731973/74 · 1974/75

Premier Division: 1975/76 · 1976/77 · 1977/78 · 1978/79 · 1979/80 · 1980/81 · 1981/82 · 1982/83 · 1983/84 · 1984/85 · 1985/86 · 1986/87 · 1987/88 · 1988/89 · 1989/90 · 1990/91 · 1991/92 · 1992/93 · 1993/94 · 1994/95 · 1995/96 · 1996/97 · 1997/98

Premier League: 1998/99 · 1999/00 · 2000/01 · 2001/02 · 2002/03 · 2003/04 · 2004/05 · 2005/06 · 2006/07 · 2007/08 · 2008/09 · 2009/10 · 2010/11 · 2011/12 · 2012/13

Premiership: 2013/14 · 2014/15 · 2015/16 · 2016/17 · 2017/18 · 2018/19 · 2019/20 · 2020/21